# Sutra del Loto: XIX capitolo
Allora Buddha Śākyamuni si rivolse al bodhisattva mahāsattva Satatasamitābhiyukta (Sempre Zelante), coloro che oltre ad accettare questo sutra lo trascriveranno o lo predicheranno o lo spiegheranno